# I, Pharaoh
I, Pharaoh ist ein Jazzalbum von Sun Ra. Die 1979 oder 1980 bei einem Auftritt in den Vereinigten Staaten entstandenen Aufnahmen erschienen 1979 oder 1980 auf El Saturn Records.

## Hintergrund
Als einer der wichtigsten Vertreter des sogenannten Afrofuturismus schrieb Sun Ra in seinem Buch „MythScience“, diese [afrofuturistische] Zukunft sei vergleichbar mit einer Vergangenheit, die man im alten Ägypten finde. Pharao sei, wie Sun Ra behauptete, Afrikaner gewesen, und die Technologie, die zum Bau der Pyramiden verwendet wurde, zeuge von einer Erfindung der Technologie in Afrika.
Laut dem Diskographen Tilman Stahl wurde das Album während des Jahres 1979 aufgenommen. Allerdings findet sich auf einem LP-Cover handschriftlich die Aufschrift „I, Pharaoh, A. 6-19-80“, so dass die Ansicht vertreten wird, das tatsächliche Datum der Aufnahme sei der 19. Juni 1980. Weil die LP die Matrix-Nummer „66-80A“ bzw. „66-80B“ hat, wird auch der 6. Juni 1980 als Aufnahmedatum vermutet. In ähnlicher Besetzung hatte das Sun Ra Arkestra in dieser Zeit die Alben Sleeping Beauty, On Jupiter, Strange Celestial Road, Ende des Jahres 1979 noch Live from Soundscape eingespielt.
„Rumpelstiltskin“ ist ein Solo-Piano-Stück; für „Images“ wechselt Sun Ra zur Orgel, wobei er von einer Holzbläsergruppe mit markantem Baritonsaxophon und Flöten begleitet wird. „I, Pharaoh“ ist ein die ganze Plattenseite einnehmendes Stück, neben den Instrumental-Beiträgen liefert Sun Ra eine lange Rezitation über [das alte] Ägypten und die Pharaonen. Wie bei anderen Cosmo Dramas von Sun Ra hat er auch in „I, Pharaoh“ musikalisches Material aus seiner Komposition „The Mayan Temple“ genutzt.
Die Hülle der Original Saturn-LP bestand aus unbedrucktem Xerox-Papier; auf die Schallplatte selbst war ein einfaches schwarz-weißes Etikett geklebt, individuell mit ein bisschen handkolorierter Einfärbung versehen, wohl durch Buntstift.
„Rumpelstiltskin“ (deutsch Rumpelstilzchen) war auch als Bonustrack auf der 2015 erschienenen digitalen Ausgabe des Sun-Ra-Soloalbums Aurora Borealis (1981) enthalten.

## Titelliste
- Sun Ra: I, Pharaoh (El Saturn Records 6680)[6]

A1 Rumpelstiltskin 4:03
A2 Images 7:51
B I, Pharaoh (The Mayan Temples) 27:18
Die Kompositionen stammen von Sun Ra.

## Rezeption
Sean Westergaard verlieh dem Album in Allmusic lediglich zweieinhalb Sterne und wandte ein, auf I, Pharaoh fände sich zwar großartiges Material, aber die nicht ganz perfekte Klangqualität würde das Erlebnis etwas schmälern. Ein Höhepunkt sei das fantastische Tenorsaxophon-Solo John Gilmores in „Images“. Doch der Anfang klinge, als wäre er praktisch unbegleitet, aber das sei nur der Tatsache geschuldet, dass die weiteren Instrumente schlecht aufgenommen seien; insbesondere der Bass sei nur schwer zu hören. Ras Orgel geselle sich dann zum Comping hinzu, aber dieses Stück gehöre eindeutig John Gilmore. Auch bei „I, Pharao“ werde die Klangqualität etwas beeinträchtigt, aber Stücke wie dieses, in denen Ra Geschichte und Mythos vermische, seien immer interessant. I, Pharaoh sei zwar ein anständiges Album, so Westergaards Resümee, aber wahrscheinlich nicht die unerschwinglichen Kosten der meisten [Original-]Saturn-LPs wert, außer für die ernsthaftesten Sun-Ra-Fans.
Hartmut Geerken verwendete für sein Hörspiel „Der verliebte Antierotiker“ (Bayerischer Rundfunk 1992) Auszüge aus I, Pharaoh.